# Claoxylon longifolium
Claoxylon longifolium är en törelväxtart som först beskrevs av Carl Ludwig von Blume, och fick sitt nu gällande namn av Stephan Ladislaus Endlicher och Justus Carl Hasskarl. Claoxylon longifolium ingår i släktet Claoxylon och familjen törelväxter.

## Underarter
Arten delas in i följande underarter:
- C. l. longifolium
- C. l. rugifrux